# Klämmingen
Klämmingen (eller Klemmingen) är en sjö i Gnesta kommun i Södermanland och ingår i Trosaåns huvudavrinningsområde. Sjön är 36,5 meter djup, har en yta på 9,99 kvadratkilometer och befinner sig 9 meter över havet. Sjön avvattnas av vattendraget Trosaån (Sättraån).
Sjön är belägen i en sprickdal och dess längd är 12 kilometer från nordväst till sydöst och ligger i nivå med Frösjön.
Klämmingen avrinner genom sjön Sillen och Trosaån.
Ursprungligen utgjorde Klämmingen tillsammans med Frösjön en havsvik. Tillsammans är det en 15 km lång farled. Kring 1900 trafikerades Frösjön och Klämmingen av en ångbåt som utgick från Gnesta, och som lade till vid Kvarntorp, Dillbokvarn och sannolikt fanns flera platser. Slutstation var Laxne.

## Delavrinningsområde
Klämmingen ingår i delavrinningsområde (655214-158597) som SMHI kallar för Utloppet av Klämmingen. Medelhöjden är 29 meter över havet och ytan är 45,7 kvadratkilometer. Räknas de 36 avrinningsområdena uppströms in blir den ackumulerade arean 202,77 kvadratkilometer. Avrinningsområdets utflöde Trosaån (Sättraån) mynnar i havet. Avrinningsområdet består mestadels av skog (45 procent) och jordbruk (23 procent). Avrinningsområdet har 10,24 kvadratkilometer vattenytor vilket ger det en sjöprocent på 22,4 procent. Bebyggelsen i området täcker en yta av 0,55 kvadratkilometer eller 1 procent av avrinningsområdet.